# 新零售
新零售是由阿里巴巴集团前董事长马云在2016年阿里巴巴集团雲棲大會上提出的一个理論，該理論的核心是「（自當年）未來10年20年之後沒有電子商務只有新零售」。所謂新零售是指以消費者體驗為中心，利用人工智慧、物聯網、大數據技術，來支援線上的資訊流、資金流、商流，以及線下的服務體驗及物流配送的一種全通路零售模式。马云認為，未来可能会有60%-80%的零售属于新零售。